# Akihiko Inoue
Akihiko Inoue (井上明彦 Inoue Akihiko?) (8 de febrero de 1981) es un luchador profesional japonés, más conocido por sus nombres artísticos Flash Moon y Shadow Phoenix.

## Carrera

### Toryumon (2002-2004)
Inoue, después de haberse entrenado en el Último Dragón Gym, debutó en Toryumon México a finales de 2002 como Murciélago (ムルシエラゴ Murushierago?), usando un traje amarillo y negro y una máscara a juego. Al poco tiempo, Murciélago formó una alianza con Berlinetta Boxer y Lambo Miura para crear el grupo Los Carros Exóticos, un stable en el que sus miembros, bajo sendas máscaras, hacían su entrada blandiendo volantes y palancas de cambio, fingiendo ser coches. 
Al poco tiempo, el grupo fue transferido a Toryumon X, donde obtuvieron un nuevo miembro, GALLARDO. Sin embargo, a pesar de ello, el grupo no consiguió mucho éxito, y tras el cierre de Toryumon X, todos los luchadores de la marca fueron liberados de sus contratos.

### Michinoku Pro Wrestling (2004-2006)
En octubre de 2004, Los Carros Exóticos aparecieron en Michinoku Pro Wrestling para competir en la Futaritabi Tag Team League. Allí, Murciélago y Miura consiguieron pocas victorias, y fueron eliminados del torneo.
Más adelante, el grupo sufriría una transformación de gimmick. Murciélago cambió su nombre a 119 Inou Taiin (119・井上隊員 119 Inoue Taiin?) y sus compañeros a 119 Kogure Taiin y 119 Katagami Taiin. Bajo esta nueva imagen, los tres entraban simulando ser vehículos de emergencias, de modo similar a su anteriores personajes. Sin embargo, el trío permaneció en la parte baja del plantel de MPW durante mucho tiempo, apareciendo sólo en ocasiones esporádicas. En febrero, Inoue sufrió una complicada lesión de rodilla, y debió retirarse por ello. No volvió a aparecer en MPW, siendo liberado de su contrato en julio.

### Osaka Pro Wrestling (2006-2007)
En enero de 2006, Inoue hizo su aparición en Osaka Pro Wrestling como Flash Moon (フラッシュムーン Furasshu Mūn?), utilizando un traje blanco y dorado. Haciéndose rápidamente famoso por sus capacidades acrobáticas y estilo aéreo, Moon se reveló face y se unió a Tigers Mask para enfrentarse al grupo heel dirigido por Black Buffalo. Un mes más tarde, Tigers Mask & Flash Moon se enfrentaron a Buffalo & Billy Ken Kid por el OPW Tag Team Championship, siendo derrotados. Sin embargo, poco después se vengarían de ellos al derrotarles en el combate final del Osaka Tag Festival 2006, ganando el torneo.
En julio, Moon y Tigers Mask derrotaron a Kei Sato & Shu Sato, quienes provenían de Michinoku Pro Wrestling, para ganar el MPW Tohoku Tag Team Championship. Meses más tarde, serían derrotados por ellos y perdieron los títulos. Durante el resto de 2007, Moon compitió sobre todo en combates por equipos contra Cóndor & GAINA, hasta que en noviembre dejó la empresa.

### Pro Wrestling El Dorado (2008)
A mediados de 2008, Inoue realizó una breve aparición bajo su antiguo personaje de Murciélago en Pro Wrestling El Dorado, una empresa fundada por sus colegas de Toryumon. En ella, Murciélago hizo equipo con los antiguos miembros de Aagan Iisou (Shuji Kondo, Takuya Sugawara & Shogo Takagi) para derrotar a Hell Demons (Brahman Kei, Brahman Shu, Ken45 & Go).

### Chikara (2009)
En abril de 2009, Akihiko hizo su primera aparición importante en Estados Unidos participando en dos programas de Chikara bajo su nuevo gimmick Shadow Phoenix (シャドーフェニックス Shadō Fenikkusu?). En él, Inoue vestía un atuendo negro y dorado de estilo ninja y entraba portando una katana. Durante sus apariciones, Phoenix fue derrotado por Gran Akuma y Claudio Castagnoli.

### All Star Wrestling (2009-presente)
Inoue fue contratado por la empresa británica All Star Wrestling en 2009 y comenzó a aparecer en eventos de la empresa por toda Europa, enfrentándose a otros luchadores de varias nacionalidades.

### Retorno a Osaka Pro Wrestling (2009-2011)
En octubre de 2010, Inoue volvió a Osaka Pro Wrestling, actuando tanto como de Flash Moon como de Shadow Phoenix. A su retorno, entró en un feudo con su antiguo aliado Tigers Mask, ahora heel y compañero de Black Buffalo.

### International Wrestling Revolution Group (2012)
En mayo de 2012, Shadow Phoenix hizo su retorno a México cuando apareció en un evento de International Wrestling Revolution Group, haciendo equipo con Tony Rivera & Trauma I ante La Familia de Tijuana (Headhunter A, Super Nova & X-Fly). Tras el combate, Shadow fue atacado por Trauma debido a un fallo durante la lucha, lo que ocasionó que Katsuhiko Nakajima, Kento Miyahara, Mitsuhiro Kitamiya, NOSAWA, Satoshi Kajiwara y otros japoneses invitados irrumpieran para defenderle y produjeran una reyerta.
En junio, Phoenix compitió en un combate triple con Trauma II y Oficial 911, en el que el ganador quedaría eximido de una lucha de máscara contra máscara entre los otros dos. 911 consiguió ganar la lucha, lo que ocasionó que Trauma y Shadow se enfrentasen en una lucha que fue finalmente ganada por Trauma, con lo que Shadow Phoenix tuvo que desenmascararse por primera vez en su carrera.

## En lucha
- Movimientos finales
  - Omega[1][2] (Diving corkscrew moonsault)[3]
  - Phoenix Splash[2] (Corkscrew 450º splash)
  - High-angle senton bomb[1][2]

- Movimientos de firma
  - 450º splash
  - Brainbuster[3]
  - Bridging German suplex[3]
  - Corkscrew plancha[2]
  - Corkscrew senton,[2] a veces hacia fuera del ring[2]
  - Dropkick, a veces desde una posición elevada[1]
  - Feint leg drop bulldog derivado en hurricanrana[4]
  - Fujiwara armbar
  - Grounded octopus hold[3]
  - Over the top rope suicide somersault senton[2]
  - Rolling kip-up
  - Single leg Boston crab[3]
  - Springboard derivado en moonsault, plancha[2] o tornado DDT[2]
  - Tilt-a-whirl revolution headscissors takedown
  - Wheelbarrow bodyscissors arm drag

## Campeonatos y logros
- Michinoku Pro Wrestling
  - MPW Tohoku Tag Team Championship (1 vez) - con Tigers Mask
- Osaka Pro Wrestling
  - Osaka Pro Tag Festival (2006) - con Tigers Mask

### Luchas de Apuestas
| Apuesta | Ganador   | Perdedor       | Lugar           | Ciudad                      | Fecha               |       |
| ------- | --------- | -------------- | --------------- | --------------------------- | ------------------- | ----- |
| Máscara | Trauma II | Shadow Phoenix | Arena Naucalpan | Naucalpan, Estado de México | 17 de junio de 2012 | [ 5 ] |